# Serrivomer beanii
Espèce
Serrivomer beanii est un poisson d'eau de mer de la famille des Serrivomeridae qui se rencontre pratiquement dans toutes les eaux du globe, aux latitudes comprises entre le 60°N et le 20°S, et à une profondeur maximale de −5 998 m.

## Description
Serrivomer beanii a un corps serpentiforme et mesure jusqu'à 78 cm.

## Régime alimentaire
Serrivomer beanii se nourrit de crevettes et autres crustacés mais également de petits poissons.